# I Got You Babe
I Got You Babe is een nummer van het popduo Sonny & Cher. Het nummer, dat ook werd uitgebracht op het album Look at Us, viel op door het gebruik van een hobo, een ongebruikelijk instrument in de popmuziek. Het werd wereldwijd een enorm succes. In de Verenigde Staten, Canada en het Verenigd Koninkrijk bereikte het nummer de eerste plaats in de hitlijsten. In de Nederlandse Top 40 bleef het op de vierde plek steken, in de Vlaamse Ultratop 50 op de 12de plaats.

## Covers
De volgende uitvoeringen werden een hit in Nederland en/of Vlaanderen:
- 1983: Bennet & Bee - nr. 40 in Nederland
- 1985: UB40 & Chrissie Hynde - nr. 1 in de Nederlandse Top 40, nr. 4 in de Ultratop 50
- 1993: Cher with Beavis and Butt-head - nr. 9 in de Nederlandse Top 40, nr. 19 in Ultratop 50, 3FM Megahit.

De uitvoering van UB40 & Chrissie Hynde was hier zelfs een grotere hit dan het origineel en was een nummer 1-hit in Australië, Ierland, Nieuw-Zeeland en het Verenigd Koninkrijk.

## Hitnoteringen

### Sonny & Cher

#### Nederlandse Top 40
| Hitnotering: 28-08-1965 t/m 27-11-1965 | Hitnotering: 28-08-1965 t/m 27-11-1965 | Hitnotering: 28-08-1965 t/m 27-11-1965 | Hitnotering: 28-08-1965 t/m 27-11-1965 | Hitnotering: 28-08-1965 t/m 27-11-1965 | Hitnotering: 28-08-1965 t/m 27-11-1965 | Hitnotering: 28-08-1965 t/m 27-11-1965 | Hitnotering: 28-08-1965 t/m 27-11-1965 | Hitnotering: 28-08-1965 t/m 27-11-1965 | Hitnotering: 28-08-1965 t/m 27-11-1965 | Hitnotering: 28-08-1965 t/m 27-11-1965 | Hitnotering: 28-08-1965 t/m 27-11-1965 | Hitnotering: 28-08-1965 t/m 27-11-1965 | Hitnotering: 28-08-1965 t/m 27-11-1965 | Hitnotering: 28-08-1965 t/m 27-11-1965 | Hitnotering: 28-08-1965 t/m 27-11-1965 |
| Week                                   | 1                                      | 2                                      | 3                                      | 4                                      | 5                                      | 6                                      | 7                                      | 8                                      | 9                                      | 10                                     | 11                                     | 12                                     | 13                                     | 14                                     |                                        |
| -------------------------------------- | -------------------------------------- | -------------------------------------- | -------------------------------------- | -------------------------------------- | -------------------------------------- | -------------------------------------- | -------------------------------------- | -------------------------------------- | -------------------------------------- | -------------------------------------- | -------------------------------------- | -------------------------------------- | -------------------------------------- | -------------------------------------- | -------------------------------------- |
| Positie                                | 21                                     | 7                                      | 6                                      | 5                                      | 4                                      | 4                                      | 5                                      | 6                                      | 8                                      | 9                                      | 14                                     | 20                                     | 28                                     | 32                                     | uit                                    |

#### Tijd voor Teenagers Top 10
| Hitnotering: 04-09-1965 t/m 23-10-1965 | Hitnotering: 04-09-1965 t/m 23-10-1965 | Hitnotering: 04-09-1965 t/m 23-10-1965 | Hitnotering: 04-09-1965 t/m 23-10-1965 | Hitnotering: 04-09-1965 t/m 23-10-1965 | Hitnotering: 04-09-1965 t/m 23-10-1965 | Hitnotering: 04-09-1965 t/m 23-10-1965 | Hitnotering: 04-09-1965 t/m 23-10-1965 | Hitnotering: 04-09-1965 t/m 23-10-1965 | Hitnotering: 04-09-1965 t/m 23-10-1965 |
| Week                                   | 1                                      | 2                                      | 3                                      | 4                                      | 5                                      | 6                                      | 7                                      | 8                                      |                                        |
| -------------------------------------- | -------------------------------------- | -------------------------------------- | -------------------------------------- | -------------------------------------- | -------------------------------------- | -------------------------------------- | -------------------------------------- | -------------------------------------- | -------------------------------------- |
| Positie                                | 9                                      | 5                                      | 5                                      | 4                                      | 5                                      | 4                                      | 7                                      | 8                                      | uit                                    |

### Bennet & Bee

#### Nationale Hitparade
| Hitnotering: 25-06-1983 t/m 02-07-1983 | Hitnotering: 25-06-1983 t/m 02-07-1983 | Hitnotering: 25-06-1983 t/m 02-07-1983 | Hitnotering: 25-06-1983 t/m 02-07-1983 |
| Week                                   | 1                                      | 2                                      |                                        |
| -------------------------------------- | -------------------------------------- | -------------------------------------- | -------------------------------------- |
| Positie                                | 41                                     | 40                                     | uit                                    |

### UB40 & Chrissie Hynde

#### Nederlandse Top 40
| Hitnotering: 10-08-1985 t/m 16-11-1985 | Hitnotering: 10-08-1985 t/m 16-11-1985 | Hitnotering: 10-08-1985 t/m 16-11-1985 | Hitnotering: 10-08-1985 t/m 16-11-1985 | Hitnotering: 10-08-1985 t/m 16-11-1985 | Hitnotering: 10-08-1985 t/m 16-11-1985 | Hitnotering: 10-08-1985 t/m 16-11-1985 | Hitnotering: 10-08-1985 t/m 16-11-1985 | Hitnotering: 10-08-1985 t/m 16-11-1985 | Hitnotering: 10-08-1985 t/m 16-11-1985 | Hitnotering: 10-08-1985 t/m 16-11-1985 | Hitnotering: 10-08-1985 t/m 16-11-1985 | Hitnotering: 10-08-1985 t/m 16-11-1985 | Hitnotering: 10-08-1985 t/m 16-11-1985 | Hitnotering: 10-08-1985 t/m 16-11-1985 | Hitnotering: 10-08-1985 t/m 16-11-1985 | Hitnotering: 10-08-1985 t/m 16-11-1985 |
| Week                                   | 1                                      | 2                                      | 3                                      | 4                                      | 5                                      | 6                                      | 7                                      | 8                                      | 9                                      | 10                                     | 11                                     | 12                                     | 13                                     | 14                                     | 15                                     |                                        |
| -------------------------------------- | -------------------------------------- | -------------------------------------- | -------------------------------------- | -------------------------------------- | -------------------------------------- | -------------------------------------- | -------------------------------------- | -------------------------------------- | -------------------------------------- | -------------------------------------- | -------------------------------------- | -------------------------------------- | -------------------------------------- | -------------------------------------- | -------------------------------------- | -------------------------------------- |
| Positie                                | 35                                     | 19                                     | 12                                     | 9                                      | 5                                      | 3                                      | 2                                      | 2                                      | 1                                      | 2                                      | 3                                      | 4                                      | 8                                      | 11                                     | 25                                     | uit                                    |

#### Nationale Hitparade
| Hitnotering: 17-08-1985 t/m 16-11-1985 | Hitnotering: 17-08-1985 t/m 16-11-1985 | Hitnotering: 17-08-1985 t/m 16-11-1985 | Hitnotering: 17-08-1985 t/m 16-11-1985 | Hitnotering: 17-08-1985 t/m 16-11-1985 | Hitnotering: 17-08-1985 t/m 16-11-1985 | Hitnotering: 17-08-1985 t/m 16-11-1985 | Hitnotering: 17-08-1985 t/m 16-11-1985 | Hitnotering: 17-08-1985 t/m 16-11-1985 | Hitnotering: 17-08-1985 t/m 16-11-1985 | Hitnotering: 17-08-1985 t/m 16-11-1985 | Hitnotering: 17-08-1985 t/m 16-11-1985 | Hitnotering: 17-08-1985 t/m 16-11-1985 | Hitnotering: 17-08-1985 t/m 16-11-1985 | Hitnotering: 17-08-1985 t/m 16-11-1985 | Hitnotering: 17-08-1985 t/m 16-11-1985 |
| Week                                   | 1                                      | 2                                      | 3                                      | 4                                      | 5                                      | 6                                      | 7                                      | 8                                      | 9                                      | 10                                     | 11                                     | 12                                     | 13                                     | 14                                     |                                        |
| -------------------------------------- | -------------------------------------- | -------------------------------------- | -------------------------------------- | -------------------------------------- | -------------------------------------- | -------------------------------------- | -------------------------------------- | -------------------------------------- | -------------------------------------- | -------------------------------------- | -------------------------------------- | -------------------------------------- | -------------------------------------- | -------------------------------------- | -------------------------------------- |
| Positie                                | 16                                     | 11                                     | 5                                      | 7                                      | 6                                      | 2                                      | 3                                      | 4                                      | 8                                      | 7                                      | 8                                      | 14                                     | 29                                     | 37                                     | uit                                    |

### Cher & Beavis and Butt-head

#### Nederlandse Top 40
| Hitnotering: 25-12-1993 t/m 26-02-1994 | Hitnotering: 25-12-1993 t/m 26-02-1994 | Hitnotering: 25-12-1993 t/m 26-02-1994 | Hitnotering: 25-12-1993 t/m 26-02-1994 | Hitnotering: 25-12-1993 t/m 26-02-1994 | Hitnotering: 25-12-1993 t/m 26-02-1994 | Hitnotering: 25-12-1993 t/m 26-02-1994 | Hitnotering: 25-12-1993 t/m 26-02-1994 | Hitnotering: 25-12-1993 t/m 26-02-1994 | Hitnotering: 25-12-1993 t/m 26-02-1994 | Hitnotering: 25-12-1993 t/m 26-02-1994 |
| Week                                   | 1                                      | 2                                      | 3                                      | 4                                      | 5                                      | 6                                      | 7                                      | 8                                      | 9                                      |                                        |
| -------------------------------------- | -------------------------------------- | -------------------------------------- | -------------------------------------- | -------------------------------------- | -------------------------------------- | -------------------------------------- | -------------------------------------- | -------------------------------------- | -------------------------------------- | -------------------------------------- |
| Positie                                | 32                                     | 19                                     | 14                                     | 9                                      | 9                                      | 10                                     | 11                                     | 14                                     | 27                                     | uit                                    |

#### Mega Top 50
| Hitnotering: 25-12-1993 t/m 26-02-1994 | Hitnotering: 25-12-1993 t/m 26-02-1994 | Hitnotering: 25-12-1993 t/m 26-02-1994 | Hitnotering: 25-12-1993 t/m 26-02-1994 | Hitnotering: 25-12-1993 t/m 26-02-1994 | Hitnotering: 25-12-1993 t/m 26-02-1994 | Hitnotering: 25-12-1993 t/m 26-02-1994 | Hitnotering: 25-12-1993 t/m 26-02-1994 | Hitnotering: 25-12-1993 t/m 26-02-1994 | Hitnotering: 25-12-1993 t/m 26-02-1994 | Hitnotering: 25-12-1993 t/m 26-02-1994 |
| Week                                   | 1                                      | 2                                      | 3                                      | 4                                      | 5                                      | 6                                      | 7                                      | 8                                      | 9                                      |                                        |
| -------------------------------------- | -------------------------------------- | -------------------------------------- | -------------------------------------- | -------------------------------------- | -------------------------------------- | -------------------------------------- | -------------------------------------- | -------------------------------------- | -------------------------------------- | -------------------------------------- |
| Positie                                | 35                                     | 22                                     | 16                                     | 14                                     | 12                                     | 10                                     | 10                                     | 16                                     | 32                                     | uit                                    |

### NPO Radio 2 Top 2000
| Nummers met noteringen in de NPO Radio 2 Top 2000 | '99 | '00  | '01  | '02  | '03  | '04  | '05  | '06  | '07  | '08  | '09  | '10  | '11  | '12  | '13  | '14  | '15  | '16  | '17  | '18  | '19  | '20  | '21  | '22  | '23  |
| ------------------------------------------------- | --- | ---- | ---- | ---- | ---- | ---- | ---- | ---- | ---- | ---- | ---- | ---- | ---- | ---- | ---- | ---- | ---- | ---- | ---- | ---- | ---- | ---- | ---- | ---- | ---- |
| I Got You Babe (Sonny & Cher)                     | -   | 1136 | 1379 | 1429 | 1493 | 1138 | 1645 | 1476 | 1949 | 1533 | 1971 | 1950 | -    | -    | -    | -    | -    | -    | -    | -    | -    | -    | -    | -    | -    |
| I Got You Babe (UB40 & Chrissie Hynde)            | 923 | 799  | 910  | 1301 | 1165 | 1075 | 1260 | 1411 | 1491 | 1290 | 1615 | 1483 | 1614 | 1776 | 1738 | 1600 | 1961 | 1930 | 1894 | 1701 | 1580 | 1715 | 1549 | 1850 | 1875 |

1. ↑  Een '-' betekent dat het nummer niet was genoteerd en een vetgedrukt getal geeft de hoogste notering van een nummer aan.
2. ↑  Deze tabel is bijgewerkt tot en met de laatste editie (2024).